# 雷杜辛黄酮醇
雷杜辛黄酮醇（也称为栎精-3,7,3',4'-四甲醚，Quercetin-3,7,3',4'-tetramethyl ether，化学名：3,5,7,3',4'-五羟基黄酮，5-Hydroxy-3,3′,4′,7-tetramethoxyflavone）是一种槲皮素衍生的O-甲基化黄酮类化合物，分子式C19H18O7，存在于牛至（学名：Origanum vulgare）等植物中。